# Parco nazionale delle Yorkshire Dales
Il parco nazionale delle Yorkshire Dales (in inglese Yorkshire Dales National Park) è un parco nazionale dell'Inghilterra. Esso si estende per 2178 km² fra il North Yorkshire, la Cumbria e il Lancashire, occupando anche la maggior parte delle Yorkshire Dales. Il parco si trova a 80 km a nord-est di Manchester, a nord di Otley, Ilkley, Leeds e Bradford, a est di Kendal, a sud-ovest di Darlington e a nord-ovest da Harrogate. Oggi il parco è abitato da oltre 20 000 residenti.

## Storia
Nel 1947, un comitato governativo presieduto da Arthur Hobhouse (poi concretizzato nel National Parks and Access to the Countryside Act 1949) propose l'apertura di dodici diversi parchi in Inghilterra fra cui il parco nazionale delle Yorkshire Dales, che avrebbe occupato il West e il North Riding of Yorkshire. Quando il parco fu aperto nel 1954, esso occupava il territorio delle Yorkshire Dales ad eccezione di Nidderdale. Nel 1963, il West Riding County Council propose l'accorpamento dell'area di Nidderdale al parco nazionale, ma tale iniziativa incontrò l'opposizione dei rural district locali, che avrebbero perso alcuni dei loro poteri al consiglio di contea.
In seguito all'emanazione del Local Government Act del 1972, la maggior parte dell'area del parco nazionale fu trasferita, nel 1974, nella nuova contea del North Yorkshire. Un'area nel nord-ovest del parco nazionale che comprende Dentdale, Garsdale e la cittadina di Sedbergh fu trasferita dalla West Riding of Yorkshire alla nuova contea di Cumbria. Nel 1997 la gestione del parco passò dai consigli di contea all'autorità del parco nazionale delle Yorkshire Dales.
Nel 2016, i confini del parco nazionale delle Yorkshire Dales si estesero, a partire dallo Yorkshire, di circa il 24% a ovest e a nord, nel Lancashire, nella Cumbria e nel Westmortland, giungendo a comprendere una grande porzione dell'area inclusa tra i vecchi confini del parco, la Motorway M6, le Howgill Fells e la maggior parte delle Orton Fells.

## Turismo
Il parco attira oltre otto milioni di visitatori ogni anno e dispone di varie aree ricreative, percorsi guidati e piste ciclabili. Il parco è attraversato da vari sentieri fra cui la Pennine Way, la Dales Way, la Coast to Coast Walk e la Pennine Bridleway. Alcune delle attrazioni più visitate dai turisti includono le località di Grassington, Hawes, Maltham e Reeth, diverse cascate come quelle di Aysgarth e monumenti come il castello di Bolton.

## Galleria d'immagini

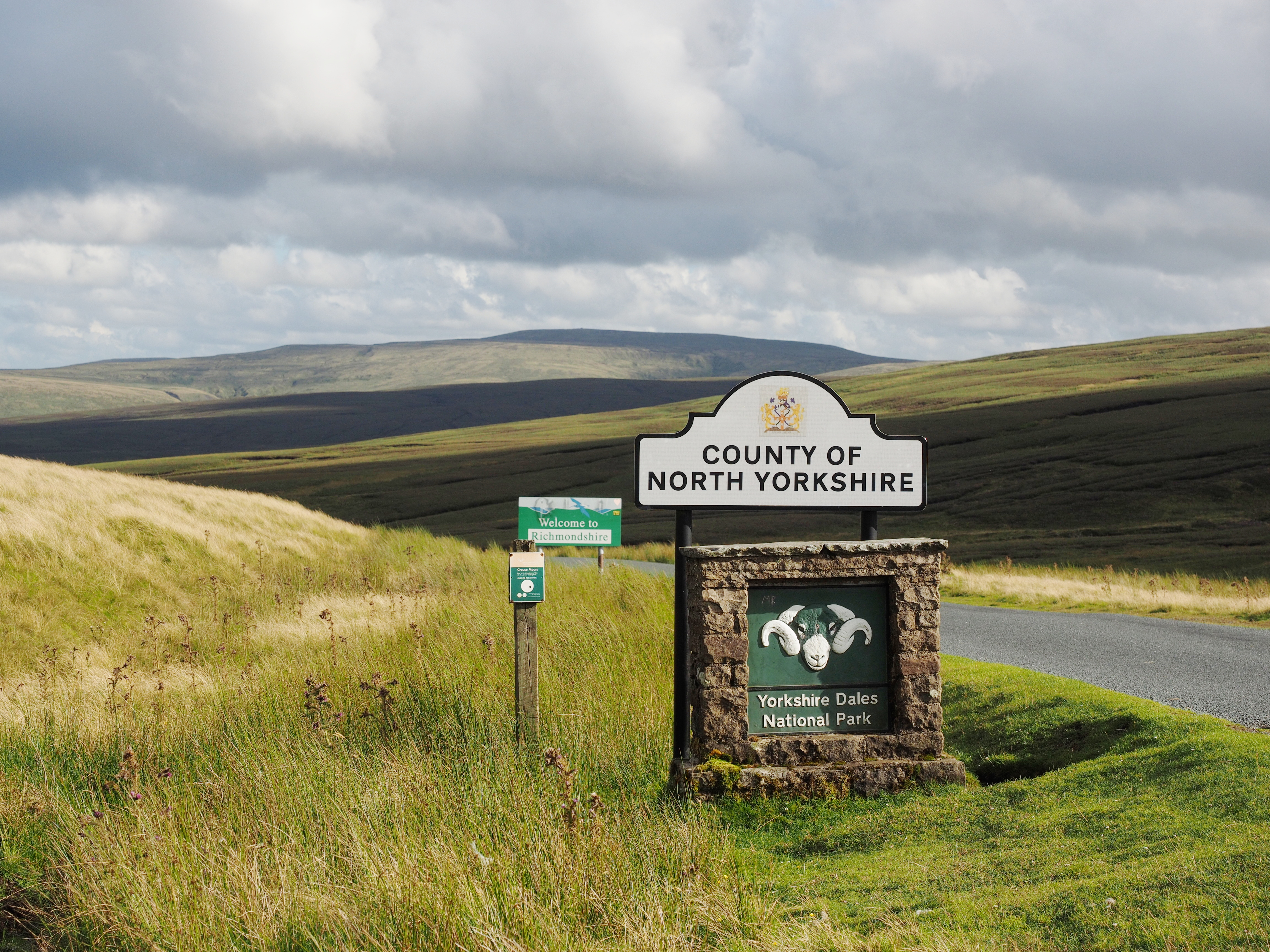
Il confine fra il North Yorkshire e la Cumbria all'interno del parco
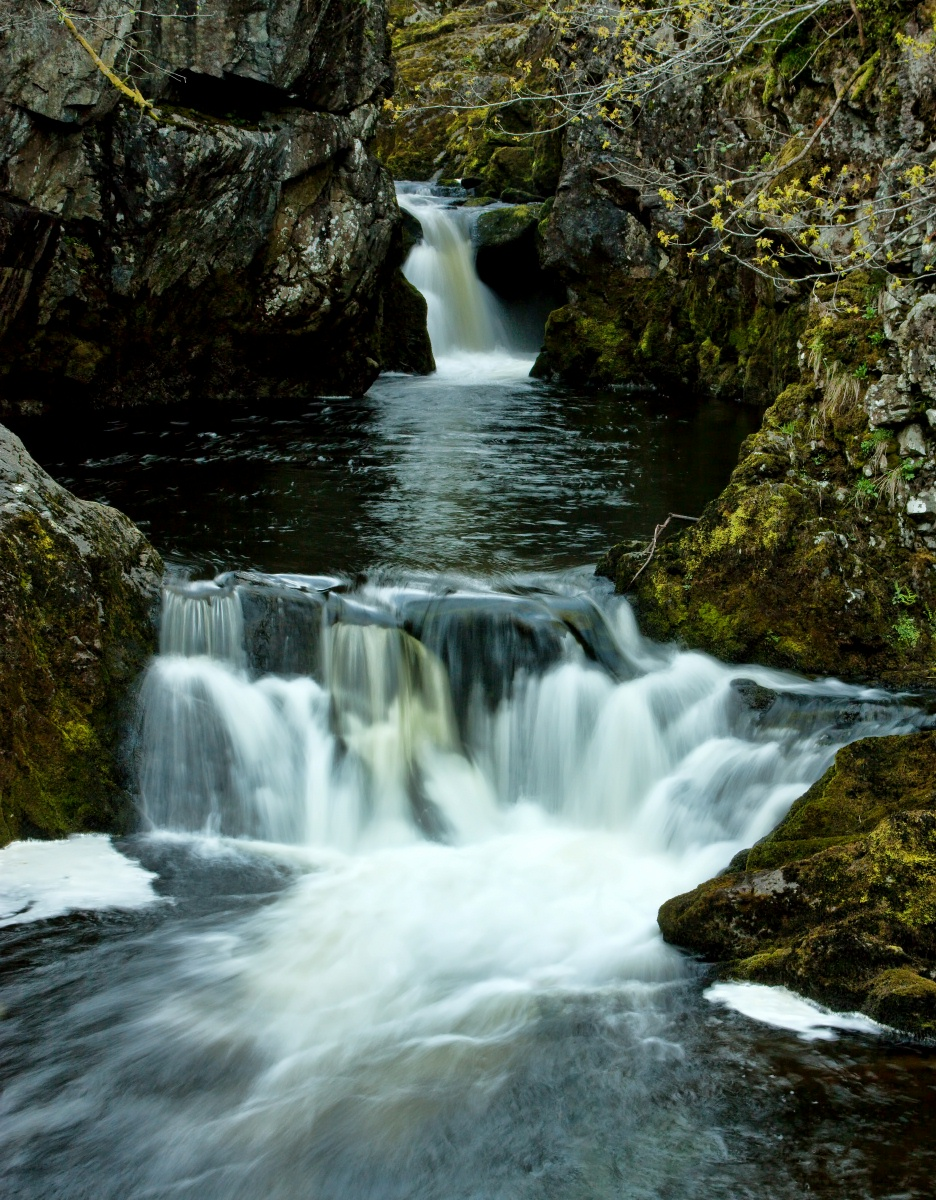
La cascata di Ingleton
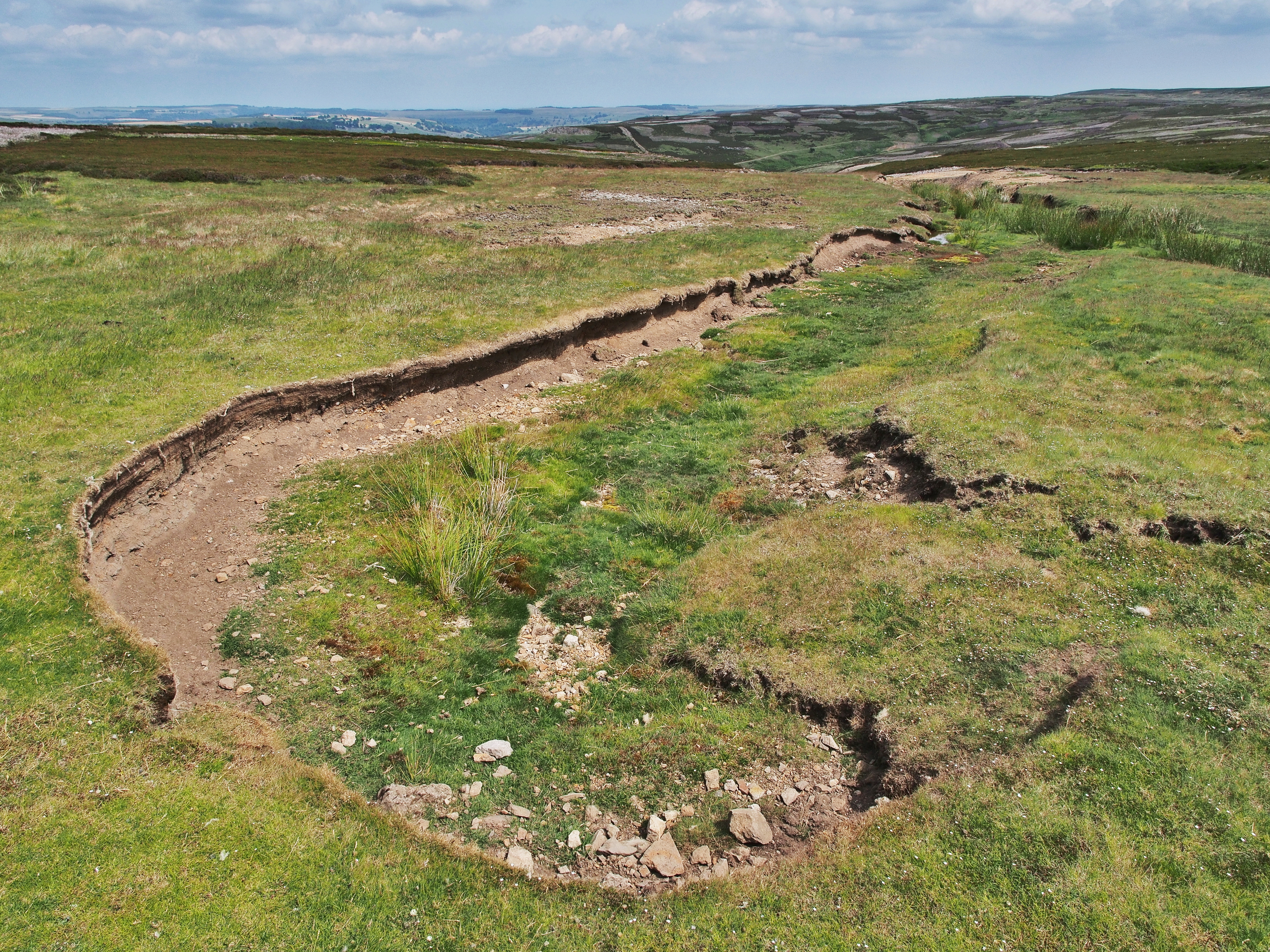
Erosione presso Grinton–Redmire road
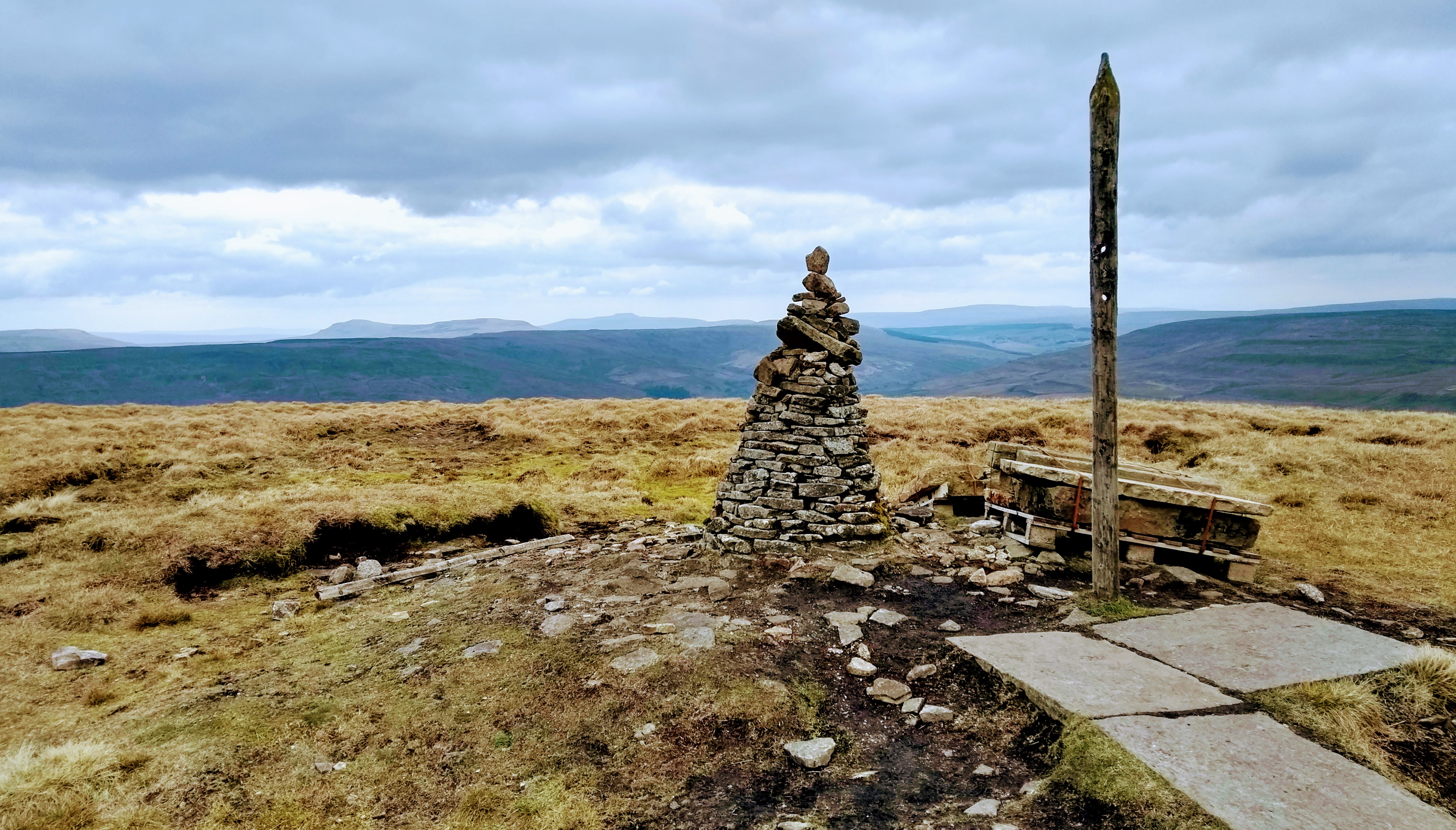
Sommità di Buckden Pike
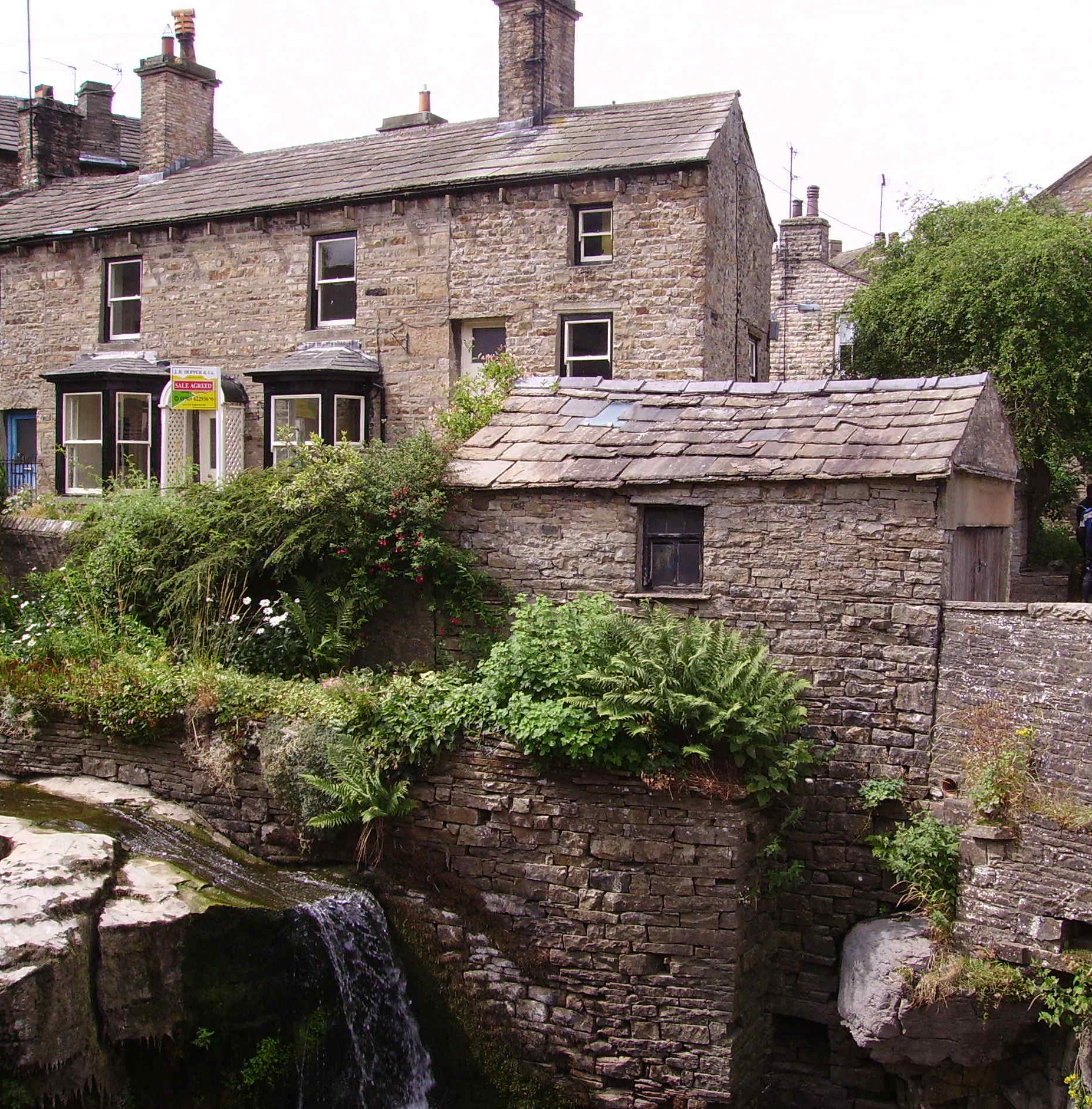
Case in pietra ad Hawes
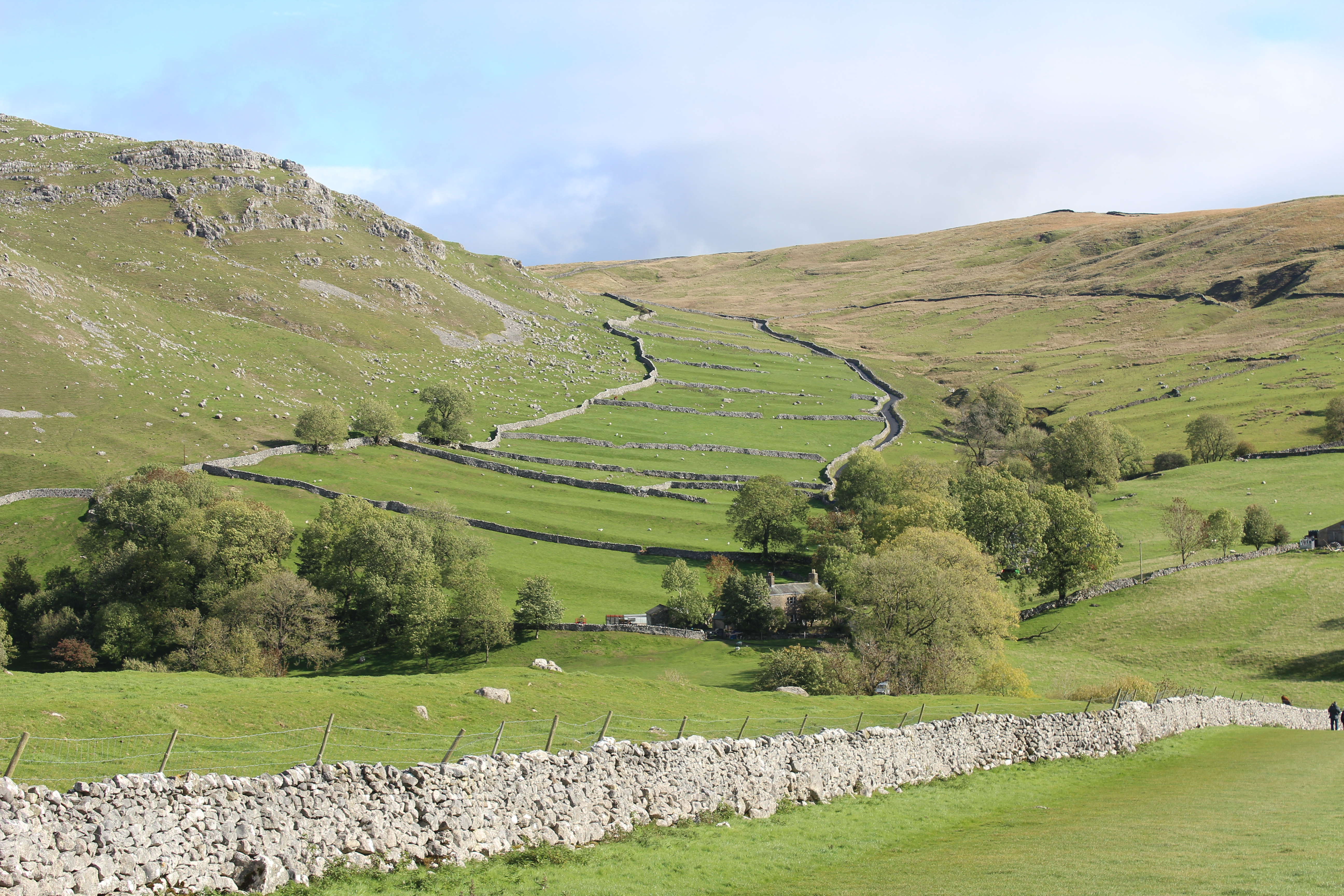
Campi esposti a sud nelle pareti delle Yorkshire Dales